# Tade Thompson
Pour les articles homonymes, voir Thompson.
Œuvres principales
- Série Rosewater
- Les Meurtres de Molly Southbourne
- La Survie de Molly Southbourne
- L'Héritage de Molly Southbourne

Tade Thompson, né à Londres en Angleterre, est un psychologue britannique d'origine nigériane et un écrivain de science-fiction, de fantasy et d'horreur.

## Biographie
Tade Thompson est né à Londres de parents yorubas puis a grandi au Nigeria. Sa famille a quitté le Royaume-Uni aux environs de l'année 1976. Il a fait des études de médecine et d'anthropologie sociale et culturelle puis s'est spécialisé en psychiatrie.

## Œuvres

### SérieRosewater
1. Rosewater, J'ai lu, coll. « Nouveaux Millénaires », 2019 ((en) Rosewater, 2018)  (ISBN 978-2-290-17419-7)Une première version du roman a été publiée en 2016 - Prix Arthur-C.-Clarke 2019
2. Insurrection, J'ai lu, coll. « Nouveaux Millénaires », 2019 ((en) The Rosewater Insurrection, 2019)  (ISBN 978-2-290-17423-4)
3. Rédemption, J'ai lu, coll. « Nouveaux Millénaires », 2020 ((en) The Rosewater Redemption, 2019)  (ISBN 978-2-290-17424-1)

### SérieMolly Southbourne
1. Les Meurtres de Molly Southbourne, Le Bélial', coll. « Une heure-lumière » no 18, 2019 ((en) The Murders of Molly Southbourne, 2017)  (ISBN 978-2-84344-949-9)Grand prix de l'Imaginaire de la meilleure nouvelle étrangère 2020
2. La Survie de Molly Southbourne, Le Bélial', coll. « Une heure-lumière » no 24, 2020 ((en) The Survival of Molly Southbourne, 2019)  (ISBN 978-2-84344-964-2)
3. L'Héritage de Molly Southbourne, Le Bélial', coll. « Une heure-lumière » no 41, 2022 ((en) The Legacy of Molly Southbourne, 2022)  (ISBN 978-2-38163-069-4)

### Romans indépendants
- (en) Making Wolf, 2015
- Loin de la lumière des cieux, J'ai lu, coll. « Nouveaux Millénaires », 2022 ((en) Far from the Light of Heaven, 2021)  (ISBN 978-2-290-36677-6)

### Nouvelles parues en français
- Bicycle Girl, 2019 ((en) Bicycle Girl, 2013)Parue dans l'anthologie Utopiales 2019, ActuSF
- Expiation, 2022 ((en) The Apologists, 2016)Parue dans la revue Bifrost no 106, Le Bélial'